# 天主教金卡拉教區
天主教金卡拉教區（拉丁語：Dioecesis  Kinkalana）是剛果共和國一個羅馬天主教教區，屬布拉柴維爾總教區，1955年9月14日升為教區。
教區管轄普爾省（恩加貝縣除外），教座位於首府金卡拉。教區於2006年時有88,500名教友（佔轄區總人口59.8%）、十三個堂區和十六名司鐸。
現任教區主教為伊爾德弗爾·馬蒂蘭-穆昂加，榮休主教為路易·波特拉-姆布尤。